# 코닌군

비엘코폴스카주 지도에 표시된 코닌군의 위치

코닌군(폴란드어: powiat koniński)은 폴란드 비엘코폴스카주에 위치한 군으로 면적은 1,578.71km2, 인구는 123,646명(2006년 기준), 인구 밀도는 78명/km2이다. 군청 소재지는 코닌이지만 코닌군에 속하지 않고 별도의 도시군으로 존재한다.
북쪽으로는 쿠야비포모제주 모길노군, 이노브로츠와프군, 라지에유프군, 동쪽으로는 코워군, 남동쪽으로는 투레크군, 남쪽으로는 칼리시군, 남서쪽으로는 플레셰프군, 서쪽으로는 스우프차군과 접한다. 14개 지방 자치체(5개 도시형 농촌, 9개 농촌)를 관할한다.

군 문장